# Satsuki Yoshino
Satsuki Yoshino (ヨシノサツキ Yoshino Satsuki?, Prefectura de Nagasaki, Japón, 25 de mayo de 1985) es una dibujante de manga japonesa nacida en Gotō, conocida por ser la autora e ilustradora de Barakamon.

## Carrera
Debutó como mangaka en el año 2005 a la edad de 20 años, siendo publicada por Square Enix en la Monthly Shōnen Gangan. La obra con la cual inició su carrera se tituló Sold Soul 500 y fue publicada durante la edición de otoño.
Ganó un premio de incentivo para las ediciones de mayo y agosto de 2005 en los premios Mensual Manga Awards en la categoría de obras publicadas en Gangan Powered.
Inicialmente publicó sus primeros trabajos en la sección especial Gangan Powered, la cual era publicada cada tres meses en la Monthly Shōnen Gangan. Luego de la suspensión de Gangan Powered, su obra Seiken Densetsu - Princess of Mana se trasladó al sitio web de distribución de cómics japoneses Gangan ONLINE. A partir de este momento, sus obras comenzaron a ser publicadas mensualmente en la Monthly Shōnen Gangan y en la Monthly G Fantansy. 
Se ha revelado que debido al cariño que aún siente por su ciudad natal Gotō, en los primeros volúmenes de Barakamon se dedicó a dibujar y mostrar varias imágenes de la localidad.

## Obras
A continuación se detallan las obras escritas e ilustradas por Satsuki Yoshino.
| Título                             | Título en japonés              | Año de publicación | Volúmenes | Estado     | Revista                                    |
| ---------------------------------- | ------------------------------ | ------------------ | --------- | ---------- | ------------------------------------------ |
| Sold Soul 500                      | ソルドソウル500                | 2005               | -         | Finalizado | Gangan Powered edición de otoño            |
| Sakakibara Boys Hero Club          | 菅原男子ヒーロー部             | 2005               | -         | Finalizado | Gangan Powered edición de primavera        |
| Stray cat strings                  | 野良猫弦造                     | 2006               | -         | Finalizado | Gangan Powered edición de invierno         |
| Seiken Densetsu - Princess of Mana | 聖剣伝説 PRINCESSofMANA        | 2006 - 2010        | 5         | Finalizado | Gangan Powered → Gangan ONLINE             |
| Hougetsu Sake 10+                  | 宝月謹製 10+                   | 2008               | -         | Finalizado | Monthly G Fantasy edición de octubre       |
| Paprika Peppers Pepper             | パプリカ・ピーマン・トウガラシ | 2008               | -         | Finalizado | Monthly Shōnen Gangan edición de noviembre |
| Barakamon                          | ばらかもん                     | 2009 - 2018        | 18        | Finalizado | Gangan Powered → Monthly Shonen Gangan     |
| Mishikaka!                         | みしかか!                      | 2010               | 1         | Finalizado | Gangan ONLINE                              |
| Handa-kun                          | はんだくん                     | 2013 - 2016        | 7         | Finalizado | Monthly Shonen Gangan                      |
| Yoshinozukara                      | ヨシノズイカラ                 | 2019               | 1         | En emisión | Monthly Shonen Gangan                      |

## Otros
A continuación se detallan las antologías en las cuales Satsuki Yoshino colaboró  y el nombre de los one-shot que escribió e ilustró.
| Tìtulo                                                              | Tìtulo en japonés                                             | Título de one-shot      | Año de publicación |
| ------------------------------------------------------------------- | ------------------------------------------------------------- | ----------------------- | ------------------ |
| Toshi no Sa Anthology                                               | コミックスアンソロジー 年の差                                 | Love in confusion       | 2007               |
| Ouji Anthology                                                      | コミックスアンソロジー 王子                                   | Hyoi Ouji               | 2008               |
| Kuroshitsuji Anthology                                              | 黒執事アンソロジーコミック                                    | -                       | 2009               |
| Seifuku Anthology                                                   | コミックスアンソロジー 制服                                   | Clergy☆Punk             | 2009               |
| Alice in wonderland Anthology                                       | コミックアンソロジー極 不思議の国のアリス alice in wonderland | A Day with Father Carol | 2012               |
| Inu x Boku SS Anthology                                             | 妖狐×僕SS オフィシャルアンソロジー 妖狐×僕SS                  | -                       | 2012               |
| Danshi kōkōsei no nichijō Anthology                                 | 男子高校生の日常 アンソロジー                                 | Ilustración             | 2012               |
| Watashi ga Motenai no wa Dou Kangaete mo Omaera ga Warui! Anthology | 私がモテないのはどう考えてもお前らが悪い! アンソロジー        | -                       | 2013               |
| Osotmasu-san Koushiki Anthology "Square Senbatsu"                   | おそ松さん 公式コミックアンソロジー ~スクエニセンバツ         | -                       | 2016               |